# Grantchester Meadows
Pistes de Ummagumma
Sysyphus
(5) Several Species...
(7)
Grantchester Meadows est une chanson de Pink Floyd parue en 1969 sur l'album Ummagumma. Elle a été composée et interprétée par Roger Waters seul. Il s'agit d'une ballade acoustique assez sobre. Sur scène, elle a été jouée dans le cadre de la suite conceptuelle The Man, sous le titre Daybreak (Part One). 
La pièce doit son titre au lieu de naissance de David Gilmour, Grantchester, à 3 miles au sud de Cambridge, et des prairies bordant le cours d'eau Cam entre Grantchester et Cambridge qui s'appellent Grantchester Meadows. Ce lieu accessible en barque et à pied est un lieu de détente et de pique-nique pour les étudiants de l'université de Cambridge. On se trouve plongé dans le passé de Pink Floyd, dans la jeunesse de Waters, de Gilmour, mais aussi de Barrett, qui venait à Grantchester Meadows jouer de la guitare après les cours du lycée.
Dans le cadre du concept de l'album Ummagumma qui consiste à ce que chaque membre du groupe écrit, compose et enregistre seul sur une demi-face de l'album, Roger Waters compose et interprète seul à la guitare et au chant cette chanson à laquelle il rajoute des boucles de bruitages de chants d'oiseau et le bourdonnement d'une abeille (qui se fait écraser à la fin de la chanson, sûrement par Storm Thorgerson, après avoir descendu rapidement un escalier, avec une tapette). Cependant, cette chanson étant trop courte pour remplir une demi-face, Waters dut en faire une autre qui devint le montage sonore Several Species of Small Furry Animals Gathered Together in a Cave and Grooving with a Pict.

## Personnel

### Version studio
- Roger Waters : Chant, guitare acoustique, effets sonores

### Version live
- Roger Waters : Chant, guitare acoustique
- David Gilmour : Guitare acoustique, chœurs
- Richard Wright : Orgue Farfisa